# Isaac Schmidt
Isaac Osa's Schmidt (* 7. Dezember 1999 in Lausanne) ist ein Schweizer Fussballspieler.

## Karriere

### Verein
Schmidt begann seine Laufbahn bei der Nachwuchsauswahl des Kantons Waadt Team Vaud. Zur Saison 2016/17 wurde er in das erweiterte Kader der U-21-Mannschaft befördert. Bis Saisonende kam er zu zehn Partien in der viertklassigen 1. Liga. 2017/18 absolvierte er 15 Spiele in der vierthöchsten Schweizer Spielklasse, wobei er drei Tore erzielte. 2018/19 bestritt er 25 Partien in der regulären Ligaspielzeit, in denen er zwölf Tore schoss. In den folgenden Play-offs um den Aufstieg schied die Mannschaft gegen den ersten Gegner FC Tuggen aus. Im Juni 2019 unterschrieb er einen Profivertrag beim FC Lausanne-Sport. 2019/20 spielte er bis November 2019 zwölfmal für das Team Vaud in der 1. Liga und traf dabei fünfmal. Am 30. Juni 2020, dem 27. Spieltag, gab er beim 0:0 gegen den FC Stade Lausanne-Ouchy sein Debüt für den FC Lausanne-Sport in der zweitklassigen Challenge League, als er in der 61. Minute für João Oliveira eingewechselt wurde. Bis Saisonende absolvierte er sieben Spiele in der zweithöchsten Schweizer Spielklasse. Lausanne-Sport stieg schlussendlich als Tabellenerster in die Super League auf. Schmidt debütierte am 13. Dezember 2020, dem 11. Spieltag, beim 0:1 gegen den FC St. Gallen in der ersten Schweizer Liga, als er in der 75. Minute für Per-Egil Flo eingewechselt wurde. Bis zum Ende der Saison kam er zu sieben Einsätzen in der Super League. Zudem spielte er einmal im Schweizer Cup, als die Mannschaft im Achtelfinale gegen den Grasshopper Club Zürich ausschied.
Zur Spielzeit 2021/22 wechselte er zum Ligakonkurrenten FC St. Gallen. Er unterschrieb einen Vertrag bis Sommer 2023. Ende August 2024 erfolgte ein Transfer zu Leeds United.

### Nationalmannschaft
Schmidt bestritt 2019 zwei Partien für die Schweizer U20-Nationalmannschaft. Im März 2025 spielte er beim Freundschaftsspiel gegen Nordirland erstmals für die A-Nationalmannschaft der Schweiz.